# Floribertus van Luik

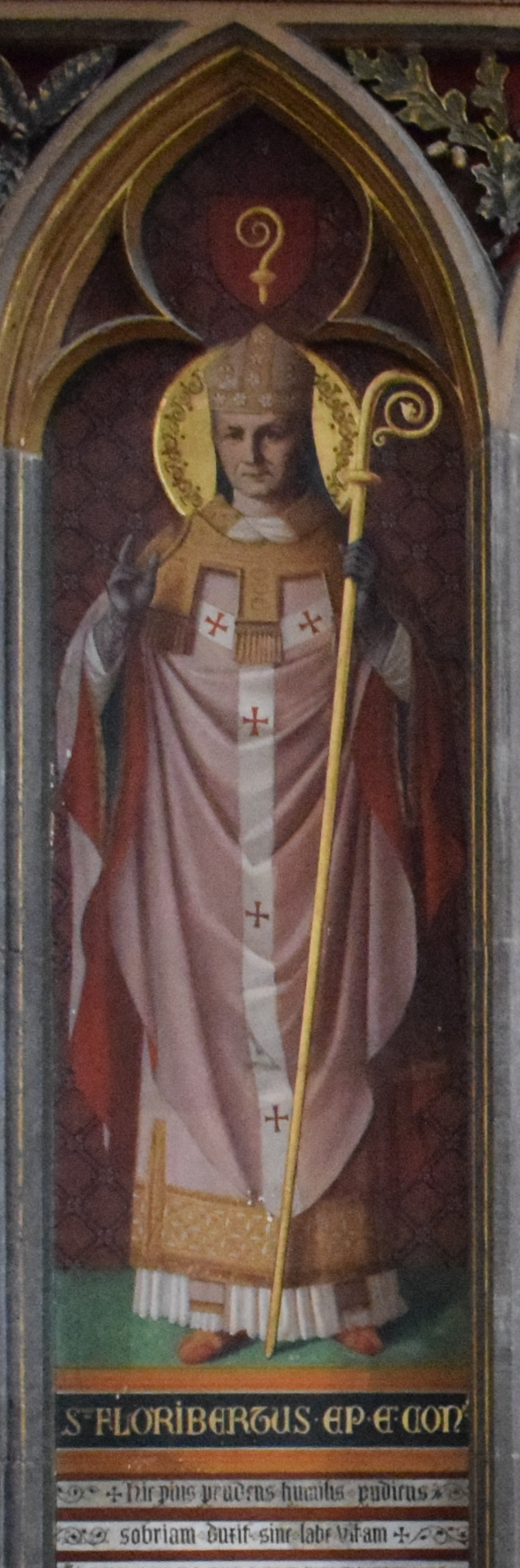
Floribertus, wand-
schildering in de Sint-Pauluskathedraal in Luik

De heilige Floribertus van Luik of Florbert(us) van Maastricht (Parijs of Metz?, ca. 685 - Luik?, 746) was volgens de traditie de tweede bisschop van Luik, hoewel hij ook als bisschop van Maastricht is aangeduid. Hij volgde in 727 Hubertus van Luik (Sint-Hubertus) op. Hij wordt evenals zijn voorganger vereerd als heilige in de Rooms-Katholieke Kerk. Zijn naamdag is op 27 april.

## Levensbeschrijving

### Legende
Floribertus zou de zoon zijn geweest van Hubertus van Luik (die voor zijn bekering gehuwd was) en Floribanne, een Austrasische prinses. Deze was een dochter van Dagobert, de graaf van Leuven, en een achterkleinkind van Arnulf van Metz. Floribert werd opgevoed door zijn oom en voogd, Odo van Aquitanië, een broer van Hubertus. Hij was 19 jaar bisschop van het bisdom Tongeren-Maastricht-Luik.
Volgens zijn hagiografie was hij betrokken bij de elevatio (verheffing van het gebeente tot de eer der altaren) van zijn oudtante, de heilige kloosterstichteres Oda van Amay, die in de kloosterkerk van Amay begraven was. Hij zou hetzelfde hebben gedaan met de heilige Landoaldus en diens metgezellen te Wintershoven.
Na zijn overlijden op 25 of 27 april 746, werd hij begraven in de Sint-Lambertuskathedraal in Luik. Nadat bij zijn graf verschillende wonderen hadden plaatsgevonden, werd zijn gebeente verheven en in een reliekschrijn geplaatst, samen met de relieken van Petrus en Andolet, de twee neven van Sint-Lambertus, die samen met Lambertus vermoord waren.

### Historisch bewijs
De historiciteit van Floribertus wordt mogelijk ondersteund door de vondst van een sarcofaag en een (vervalst) zegel:
In 1977 werd in het koor van de Sint-Joriskerk in Amay de 8e-eeuwse sarcofaag van Chrodoara, beter bekend als Sint-Oda van Amay, opgegraven. Dit bleek niet alleen een bewijs voor het bestaan van deze heilige, maar ook een steuntje in de rug voor de verheffing van haar gebeente door Floribertus, wat voordien als ongeloofwaardig werd beschouwd.
In 1984 werd in Gent het reliekschrijn van Landoaldus en zijn metgezellen geopend. In het schrijn werd, naast enkele cedulae (reliekenattesten), een vervalsing van het zegel van Floribertus aangetroffen, waarop deze zich presenteert als Florbertvs Traiectensis Ep[iscopu]s (Florbertus, bisschop van Maastricht). Hoewel het hier om een 11e-of 12e-eeuwse Gentse vervalsing gaat, kan het feit dat men in die tijd in Gent op de hoogte was van het bestaan van deze bisschop en zijn betrokkenheid bij de verheffing van de Heiligen van Wintershoven, beschouwd worden als een bevestiging van zijn historiciteit.
- Gemeinsame Normdatei: 135894336
- Virtual International Authority File: 80333192
- WorldCat: E39PBJfh4bgyDQxXV4DXfVXTpP